# Goronwy Roberts
Goronwy Owen Goronwy-Roberts, baron Goronwy-Roberts, (20 septembre 1913-23 juillet 1981), est un député travailliste gallois.

## Jeunesse
Il est le fils cadet d'Edward et d'Amelia Roberts de Bethesda, Gwynedd, où son père est un dirigeant de l'Église presbytérienne du Pays de Galles. Il fait ses études à Ogwen Grammar School, Bethesda et à l'University College of North Wales, Bangor (aujourd'hui Université de Bangor). Plus tard, il fréquente l'Université de Londres et est nommé membre de l'Université du Pays de Galles en 1938. À Bangor, Roberts, avec Harri Gwynn, est l'un des fondateurs de Mudiad Gwerin, un groupe de pression nationaliste de gauche.
Roberts sert dans l'armée en 1940-41 et dans la réserve de l'armée jusqu'en 1944. De 1941 à 1944, il travaille comme agent d'éducation des jeunes pour Caernarfonshire et en 1944 est nommé maître de conférences au Collège universitaire de Swansea.

## Député
Goronwy Roberts est élu député travailliste de Caernarvonshire en 1945,battant le député libéral sortant, Goronwy Owen, qui occupe le siège depuis 1923. À la suite de changements de frontières, il est élu pour représenter Caernarvon aux élections générales de 1950, battant le candidat libéral par plus de 10 000 voix. Il continue à représenter la circonscription jusqu'en février 1974, date à laquelle il perd son siège au profit de Dafydd Wigley de Plaid Cymru.
Au cours des années 1950, Roberts est, avec Cledwyn Hughes et d'autres, un pilier de la campagne pour un Parlement pour le Pays de Galles. En 1951, Plaid Cymru annonce que le parti ne s'opposerait pas à lui aux élections générales en raison de son soutien à la campagne. Finalement, il présente la pétition finale au Parlement, portant plus de 250 000 signatures, en mai 1956.
Il est membre du panel des présidents de la Chambre des communes en 1963-1964, et est ministre d'État au bureau gallois de 1964 à 1966, ministre d'État au ministère de l'Éducation et des Sciences de 1966 à 1967, ministre de État des affaires étrangères et du Commonwealth de 1967 à 1969 et ministre d'État au Commerce de 1969 à 1970. Lorsque le parti travailliste perd le pouvoir en 1970, Roberts devient un porte-parole de l'opposition pour les affaires étrangères et du Commonwealth.
Il est nommé conseiller privé en 1968.

## Chambre des lords
Après sa défaite aux élections générales de février 1974, il devient pair à vie en tant que baron Goronwy-Roberts, de Caernarfon et d'Ogwen dans le comté de Caernarfonshire. Il revient au gouvernement en tant que sous-secrétaire d'État parlementaire aux Affaires étrangères et du Commonwealth 1974-75 et en tant que ministre d'État aux Affaires étrangères et du Commonwealth 1975–79. Il est chef adjoint de la Chambre des lords, 1975-1979.

## Vie privée
Roberts est membre de la Cour des gouverneurs de la Bibliothèque nationale du Pays de Galles, du Musée national du pays de Galles et du Collège universitaire du Pays de Galles, à Aberystwyth (aujourd'hui Université d'Aberystwyth). Il est président de la maison d'édition galloise Hughes a'i fab, de 1955 à 1959. Il est nommé FRSA en 1968 et Freeman honoraire du Royal Borough de Caernarfon en 1972
En 1942, il épouse Marian Ann Evans, fille de David et Elizabeth Evans de Robertstown, Aberdare. Ils ont deux enfants: une fille, Ann, et un fils, Dafydd. Marion Goronwy-Roberts écrit une biographie de Marion Phillips, la militante pionnière du travail pour les droits des femmes, et un certain nombre de livres en gallois, dont la conférence du centenaire en 1981 à la Welsh National Eisteddfod sur le poète, érudit et homme politique, W. J. Gruffydd.
Goronwy Roberts est un fervent partisan de la décentralisation et de la culture galloise, mais aussi un féroce critique de ce qu'il considère comme l'excès nationaliste de Plaid Cymru. Ses propres racines sont dans la tradition travailliste des communautés de travail des carrières de sa circonscription. Il parle couramment le gallois est courant ("swynol, dawel, gerddorol")

## Sources
- Jones J. Graham, « The Parliament for Wales campaign, 1950-1956 », Welsh History Review, vol. 16, no 2,‎ décembre 1992, p. 207–36 (lire en ligne, consulté le 15 avril 2016)
- Kenneth O. Morgan, Rebirth of a Nation. Wales 1880-1980, Cardiff, University of Wales Press, 1981 (ISBN 0-19-821760-9, lire en ligne)
- Jones Graham, « Goronwy Owen Roberts, Baron Goronwy-Roberts », Dictionary of Welsh Biography, National Library of Wales (consulté le 10 mai 2016)
- « Lord Goronwy-Roberts, Laborite: Obituary, 24 July 1981 », New York Times (consulté le 17 octobre 2016)
- « The Parliament for Wales Campaign and the Welsh Office », National Library of Wales (consulté le 17 octobre 2016)